# Some Experiments
Some Experiments è un album compilation di Gigi D'Agostino, uscito il 17 marzo del 2006. L'album racchiude 37 brani, tutti dello stesso Gigi D'Agostino ma aventi come artista vari pseudonimi, suddivisi in 2 CD.

## Tracce

### CD 1
1. Lo sbaglio (Quaglio mix) (Dottor Dag)
2. Gigi's Love (Lento Violento Man)
3. Raggatanz (La tana del suono)
4. Luce (Risparmio mix) (Dottor Dag)
5. Con te partirò (bozza grezza) (Gigi D'Agostino)
6. Don't Cry Tonight (Gigi D'Agostino)
7. The Final Countdown (Il Folklorista)
8. Thank You For All (Gigi D'Agostino)
9. The Way (Gigi live 2005) (Gigi D'Agostino)
10. La Passion (Gigi live 2005) (Gigi D'Agostino)
11. Ancora insieme (Gigi D'Agostino)
12. Stay (Gigi Dag from beyond) (Dance'n'roll)
13. Those Were The Days (su le mani) (Il Folklorista)
14. Hold On (Love Transistor)
15. Cold Wind (Gigi D'Agostino dark) (Tocco scuro)
16. Again (Gigi D'Agostino)
17. Wherever (Love Transistor)
18. The Only One (Noise Of Love)

### CD 2
1. I Wonder Why (non giochiamo F.M.) (Gigi D'Agostino)
2. Lo sbaglio (Quaglio Tanz) (Dottor Dag)
3. Rugiada (Lento Violento Man)
4. Natural (solo musica) (Officina emotiva)
5. Luce (spreco mix) (Dottor Dag)
6. Pigia Pigia (Lento Violento Man)
7. Don't Cry Tonight (Gigi & Luca tanz) (Gigi D'Agostino)
8. Tecno Uonz (Gigi uonz) (Orchestra maldestra)
9. Semplicemente (Legna mix) (Gigi D'Agostino)
10. Tresca losca (Gigi D'Agostino)
11. Non giochiamo (Dottor Dag)
12. Manovella (demo scemo) (Lento Violento Man)
13. Unilaterale (ambientale) (Uomo suono)
14. Mas Fuerte (Uomo suono)
15. Tecno Uonz (Mondello & D'Agostino tanz F.M.) (Orchestra maldestra)
16. Pensando (Gigi D'Agostino)
17. Semplicemente (non giochiamo) (Gigi D'Agostino)
18. Raggi di sole (Onironauti)
19. Rodamón (Onironauti)